# Miyada
Miyada (japanska: 宮田村?, Miyada-mura) är en landskommun (by) i Nagano prefektur i Japan.  